# Jonathan Marchessault
Jonathan Audy-Marchessault (* 27. Dezember 1990 in Cap-Rouge, Québec) ist ein kanadischer Eishockeyspieler, der seit Juli 2024 bei den Nashville Predators aus der National Hockey League unter Vertrag steht. Zuvor war er von 2017 bis 2024 bei den Vegas Golden Knights aktiv, mit denen der rechte Flügelstürmer in den Playoffs 2023 den Stanley Cup gewann und dabei mit der Conn Smythe Trophy als wertvollster Spieler ausgezeichnet wurde. Zuvor spielte er in der NHL bereits für die Columbus Blue Jackets, Tampa Bay Lightning und Florida Panthers.

## Karriere

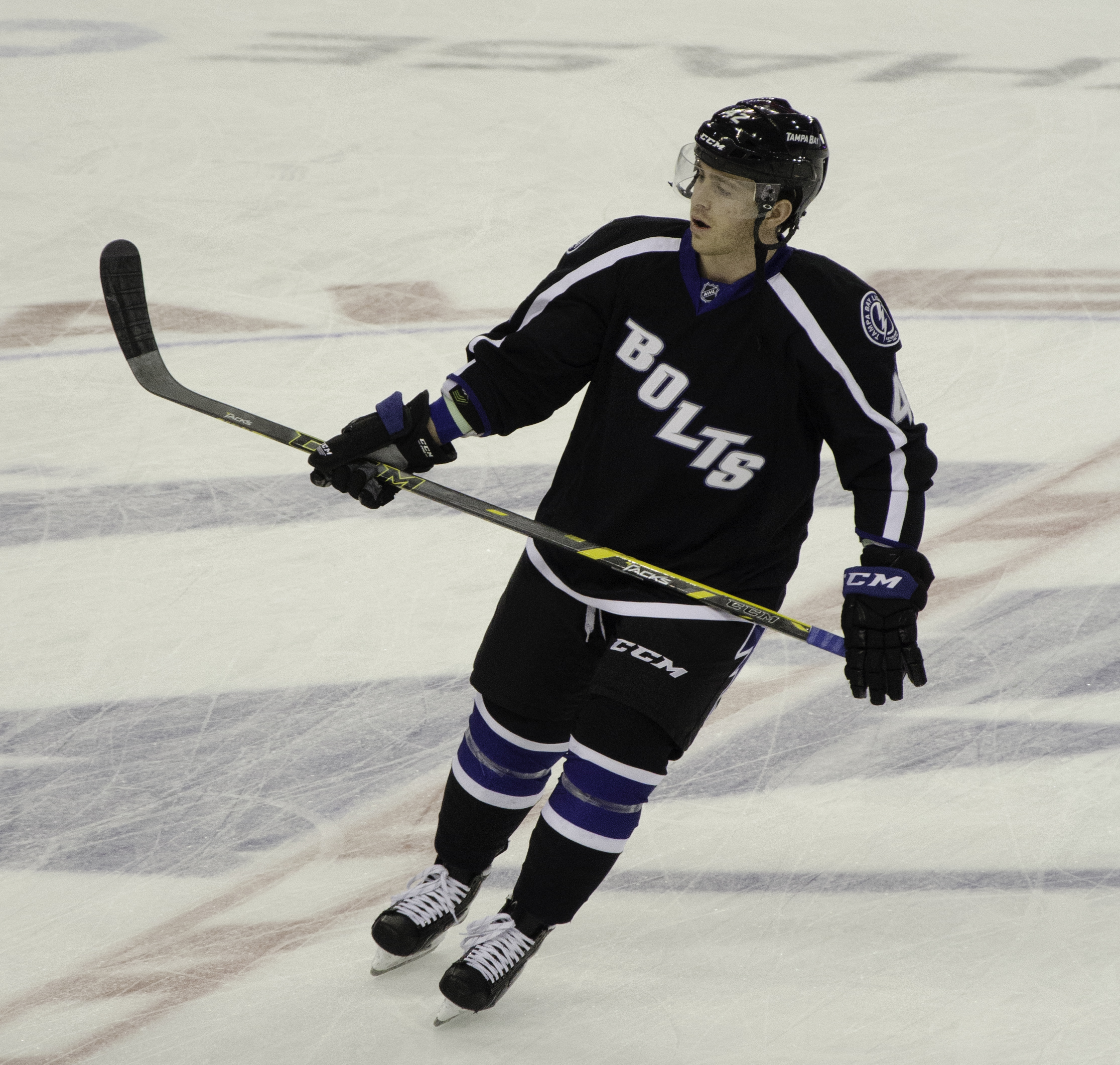
Marchessault im Trikot Tampas

Marchessault begann seine Karriere bei den Remparts de Québec, für die er zwischen 2007 und 2011 über einen Zeitraum von vier Spielzeiten in der Juniorenliga Ligue de hockey junior majeur du Québec auf dem Eis stand. Dort konnte er seine Offensivstatistiken jährlich steigern und beendete die Saison 2010/11 mit 95 Scorerpunkten aus 68 Spielen. Anschließend wurde der Kanadier im Juni 2011 von den Connecticut Whale aus der American Hockey League verpflichtet und bestritt dort in der Saison 2011/12 seine erste Profisaison, in der mit 21 Toren und 40 Vorlage der punktbeste Akteur seiner Mannschaft war. Infolge seiner Leistungen erhielt Marchessault im Sommer 2012 einen Einstiegsvertrag bei den Columbus Blue Jackets aus der National Hockey League, verbrachte jedoch die anschließende Spielzeit größtenteils bei deren Farmteam Springfield Falcons in der AHL und kam lediglich auf zwei Einsätze für die Blue Jackets in der höchsten Spielklasse Nordamerikas.
Im März 2014 wurde der Angreifer zusammen mit Dalton Smith im Austausch für Dana Tyrell und Matt Taormina zu den Tampa Bay Lightning transferiert. Auch dort kam er in den folgenden eineinhalb Jahren überwiegend in der AHL bei den Syracuse Crunch zum Einsatz, konnte jedoch im April 2015 beim 3:2-Sieg gegen die Boston Bruins seinen ersten Torerfolg in der NHL verbuchen. Nachdem Marchessault die Saison 2014/15 mit 67 Scorerpunkten als punktbester Akteur der Mannschaft von Syracuse beendet hatte, erhielt er im Sommer 2015 eine einjährige Vertragsverlängerung bei den Lightning. Im November 2015 wurde der Kanadier erstmals längerfristig in den NHL-Kader berufen, wo er sich aufgrund überzeugender Offensivleistungen mit 10 Scorerpunkten aus 20 Partien und bedingt durch verletzungsbedingte Ausfälle einiger Spieler einen temporären Stammplatz erkämpfen konnte.
Nach der Saison 2015/16 erhielt Marchessault keinen neuen Vertrag in Tampa, sodass er sich im Juli 2016 als Free Agent den Florida Panthers anschloss und dort einen Zweijahresvertrag unterzeichnete. Im Juni 2017 wurde er im NHL Expansion Draft 2017 von den Vegas Golden Knights ausgewählt, wobei Florida – um andere Spieler ihres Kaders vor einer Wahl zu schützen – zusätzlich Reilly Smith nach Vegas schickte und die Golden Knights ein Viertrunden-Wahlrecht im NHL Entry Draft 2018 an die Panthers abgaben. Marchessault hatte 2016/17 bereits 30 Treffer für die Panthers erzielt und gehörte in der Debütsaison zu den zahlreichen Spielern der Golden Knights, die ihre persönliche Statistik deutlich steigern konnten, so verzeichnete er 75 Scorerpunkte und belegte damit innerhalb der Mannschaft Platz zwei hinter William Karlsson. Zudem unterzeichnete er im Januar 2018 einen neuen Fünfjahresvertrag in Vegas, der ihm ein Gesamtgehalt von 30 Millionen US-Dollar einbringen soll. Da Reilly Smith 60 Punkte erzielte und viertbester Scorer des Teams wurde, wird der beim Expansion Draft durchgeführte Transfer als klarer Fehler seitens der Panthers eingeschätzt und zugleich als ein Grund für den sofortigen Erfolg der Golden Knights gesehen, so erreichte das Team in den Playoffs 2018 überraschend das Finale um den Stanley Cup, unterlag dort allerdings den Washington Capitals.
Auch im weiteren Verlauf trat Marchessault als regelmäßiger Scorer des Teams in Erscheinung, wobei sich die Golden Knights dauerhaft in der sportlichen Spitze der Liga etablieren konnten. In den Playoffs 2023 gelang in weiterer Folge der erneute Finaleinzug und durch einen 4:1-Erfolg über die Florida Panthers auch der erste Gewinn des Stanley Cups. Der Flügelstürmer selbst kam dabei auf 25 Scorerpunkte in 23 Playoff-Partien, führte die Torschützenliste (gemeinsam mit Leon Draisaitl) mit 13 Treffern an und wurde daher mit der Conn Smythe Trophy als wertvollster Spieler der post-season ausgezeichnet. Diese Ehre wurde ihm dabei als erster ungedrafteter Spieler seit Wayne Gretzky (1988) zuteil.
Nach sieben Jahren in Las Vegas verließ er das Team im Sommer 2024 als Free Agent und wechselte im Juli 2024 zu den Nashville Predators, die ihn mit einem Fünfjahresvertrag ausstatteten, der ihm ein durchschnittliches Jahresgehalt von 5,5 Millionen US-Dollar einbringen soll. Zu diesem Zeitpunkt hielt er bei den Golden Knights die Franchise-Rekorde für die meisten Spiele (mit William Karlsson), Tore, Vorlagen und Scorerpunkte.

### International
Sein internationales Debüt im Trikot der kanadischen Nationalmannschaft feierte Marchessault bei der Weltmeisterschaft 2019 in der Slowakei, wo er mit der Mannschaft die Silbermedaille gewann.

## Erfolge und Auszeichnungen
| - 2011 Topscorer der LHJMQ-Playoffs - 2011 LHJMQ First All-Star Team - 2012 Teilnahme am AHL All-Star Classic - 2013 AHL-Spieler des Monats Januar - 2013 Teilnahme am AHL All-Star Classic | - 2013 AHL First All-Star Team - 2015 Teilnahme am AHL All-Star Classic - 2022 Teilnahme am NHL All-Star Game - 2023 Stanley-Cup-Gewinn mit den Vegas Golden Knights - 2023 Conn Smythe Trophy |

### International
- 2019 Silbermedaille bei der Weltmeisterschaft

## Karrierestatistik
Stand: Ende der Saison 2024/25

### International
Vertrat Kanada bei:
- Weltmeisterschaft 2019

(Legende zur Spielerstatistik: Sp oder GP = absolvierte Spiele; T oder G = erzielte Tore; V oder A = erzielte Assists; Pkt oder Pts = erzielte Scorerpunkte; SM oder PIM = erhaltene Strafminuten; +/− = Plus/Minus-Bilanz; PP = erzielte Überzahltore; SH = erzielte Unterzahltore; GW = erzielte Siegtore; 1 Play-downs/Relegation; Kursiv: Statistik nicht vollständig)